# Juan de Toledo (obispo)
Fray Juan de Toledo (Camarena, Toledo, 1601 - León, 6 de abril de 1672), nacido como Juan de Toledo y Fariñas, fue un destacado religioso jerónimo que desempeñó varios cargos de relevancia tanto en su orden como en la Iglesia Católica. Fue prior del Real Monasterio de Santa María de Guadalupe, Superior General de la Orden de San Jerónimo, obispo de la Diócesis de Canarias y de León, así como gobernador y capitán general de Canarias.

## Vida religiosa y cargos en la orden jerónima
Se conoce que nació en Camarena, fue hijo de Catalina Aguado y Juan Díaz de Toledo.  Fray Juan de Toledo fue profeso del Convento de la Concepción de Toledo y más tarde ingresó en la Orden de San Jerónimo, donde desarrolló una notable carrera eclesiástica. Llegó a ser prior del prestigioso Real Monasterio de Santa María de Guadalupe y, posteriormente, fue elegido Superior General de su orden.

## Episcopado y Capitanía en Canarias (1659-1666)
El 9 de junio de 1659 fue designado obispo de la Diócesis de Canarias,  cargo que ocupó hasta el 12 de enero de 1665. En su labor pastoral tomó el mando militar provisionalmente desde su sede en Las Palmas de Gran Canaria.  En noviembre de 1665, fue nombrado por la regente Mariana de Austria como gobernador, capitán general de Canarias y presidente de la Real Audiencia del archipiélago, desempeñando estos cargos hasta febrero de 1666. Durante este periodo, también fundó la Iglesia y el Convento Franciscano de San Luis, en Granadilla de Abona, el 3 de febrero de 1665.Fue el único capitán general de Canarias que no desempeñó ninguno de los cargos que solían ocupar quienes asumían este puesto, como un militar, una figura aristocrática, política o incluso civil de cierta relevancia, lo cual lo hace un caso excepcional en la historia del archipiélago. Sobre su trayectoria como mando militar de las islas, en el libro Noticias de la historia general de las Islas Canarias, se dice lo siguiente:

Mandó pues las Islas el Señor Don Fray Juan de Toledo desde noviembre de 1665. hasta febrero de 1666, manejando el bastón con el mismo sosiego, paz y dulzura con que havia manejado el báculo. Sin embargo, no dexaba de parecer un poco gótico ver à un Religioso de San Geronymo, un Predicador del Rey, un Obispo, mandar las Armas, y firmar patentes de soldados con la misma mano con que ordenaba Ministros del Altar.
José de Viera y Clavijo

## Episcopado en León (1666-1672)
Al terminar su mandato como obispo de Canarias, se trasladó a Toledo y más tarde a León, estas razones propiciaron su nombramiento como obispo de León. En 1666 fue trasladado a la sede episcopal de León, donde continuó su labor pastoral hasta su fallecimiento el 6 de abril de 1672. 
| Predecesor: Rodrigo Gutiérrez de Rozas | Obispo de la Diócesis de Canarias 1659 - 1665                   | Sucesor: Bartolomé García Ximénez Rabadán |
| Predecesor: Jerónimo de Benavente      | Capitán general de Canarias noviembre de 1665 - febrero de 1666 | Sucesor: Gabriel Lasso de la Vega         |
| Predecesor: Mateo Segade Bugueiro      | Obispo de León 1666 - 1672                                      | Sucesor: Juan Álvarez Osorio              |